# Shangri-La (oraș)
Shangri-La sau Xianggelila (în chineză: 香格里拉市; pinyin: Xiānggélǐlā Shi; în tibetană སེམས་ཀྱི་ཉི་ཟླ་གྲོང་ཁྱེར།) este un oraș cu rang de district din nord-vestul provinciei Yunnan a Republicii Populare Chineze și este localitatea de reședință a prefecturii autonome tibetane Diqing.

## Nume
Shangri-La s-a numit anterior districtul Zhongdian (中甸县; Zhōngdiàn Xiàn), fiind redenumit la 17 decembrie 2001 și ridicat la rangul de oraș cu rang de district la 16 decembrie 2014 sub numele Shangri-La (alte ortografii: Semkyi'nyida, Xianggelila sau Xamgyi'nyilha) după tărâmul ficțional Shangri-La din romanul Orizont pierdut (1933) al lui James Hilton într-un efort de a promova turismul în regiune. Pe vremuri, populația tibetană se referea la oraș cu numele său tradițional Gyalthang sau Gyaitang (în tibetana standard: རྒྱལ་ཐང།; în transliterarea Wylie: rgyal thang, în pinyin tibetan: Gyaitang), care înseamnă „câmpiile regale”. Acest nume antic este reflectat în numele pinyin tibetan al orașului Jiantang (建 塘; Jiàntáng), reședința orașului.

## Orașe
- Jiantang
- Zhongdian
- Hutiaoxia
- Jinjiang
- Luoji

În dimineața zilei de 11 ianuarie 2014 a izbucnit un incendiu în cartierul tibetan Dukezong, vechi de 1.000 de ani. Aproximativ 242 de case și magazine au fost distruse și 2.600 de locuitori au fost strămutați. Aproximativ jumătate din orașul vechi a fost distrusă de incendiu, iar cealaltă jumătate a fost cruțată. După incendiu, locuitorilor li s-a permis să se întoarcă în casele și magazinele lor. La sfârșitul anului 2014 a început reconstrucția cartierului, iar turiștii au început să revină. Turismul nu a fost, în general, afectat de incendiu, deoarece principalele obiective turistice din orașul vechi, precum roata de rugăciune și templele nu au fost avariate. Multe dintre celelalte obiective turistice principale sunt situate în afara orașului vechi.

## Climat
Shangri-La are o climă continentală umedă influențată de musoni (Köppen : Dwb), datorită altitudinii ridicate. Iernile sunt reci, dar însorite, cu o temperatură medie a lunii ianuarie de −2,3 °C (27,9 °F), în timp ce verile sunt răcoroase, cu o temperatură medie a lunii iulie de 13,9 °C (57,0 °F), și au parte de ploi dese; mai mult de 70% din precipitațiile anuale au loc în perioada iunie - septembrie. Temperatura media anuală este de 6,32 °C (43,4 °F). Cu excepția verii, nopțile sunt de obicei mult mai reci decât zilele. În ciuda uscăciunii iernii, cantitatea mică de precipitații este în general suficientă pentru a provoca perturbări majore de transport și a izola zona între lunile noiembrie și martie. Orașul fiind situat la o latitudine de doar 27° față de ecuator, efectele altitudinii asupra climei sunt atât de neobișnuite ceea ce înseamnă că de fapt temperatura medie anuală este de 2 °C (3,6 °F) mai mică decât cea a orașului Bergen din Norvegia, situat la o latitudine de 60° față de ecuator.
| Date climatice pentru Shangri-La (1981−2010)              | Date climatice pentru Shangri-La (1981−2010) | Date climatice pentru Shangri-La (1981−2010) | Date climatice pentru Shangri-La (1981−2010) | Date climatice pentru Shangri-La (1981−2010) | Date climatice pentru Shangri-La (1981−2010) | Date climatice pentru Shangri-La (1981−2010) | Date climatice pentru Shangri-La (1981−2010) | Date climatice pentru Shangri-La (1981−2010) | Date climatice pentru Shangri-La (1981−2010) | Date climatice pentru Shangri-La (1981−2010) | Date climatice pentru Shangri-La (1981−2010) | Date climatice pentru Shangri-La (1981−2010) | Date climatice pentru Shangri-La (1981−2010) |
| Luna                                                      | Ian                                          | Feb                                          | Mar                                          | Apr                                          | Mai                                          | Iun                                          | Iul                                          | Aug                                          | Sep                                          | Oct                                          | Nov                                          | Dec                                          | Anual                                        |
| --------------------------------------------------------- | -------------------------------------------- | -------------------------------------------- | -------------------------------------------- | -------------------------------------------- | -------------------------------------------- | -------------------------------------------- | -------------------------------------------- | -------------------------------------------- | -------------------------------------------- | -------------------------------------------- | -------------------------------------------- | -------------------------------------------- | -------------------------------------------- |
| Maxima medie °C (°F)                                      | 6.9 (44,4)                                   | 7.2 (45)                                     | 9.4 (48,9)                                   | 12.5 (54,5)                                  | 16.8 (62,2)                                  | 19.4 (66,9)                                  | 19.4 (66,9)                                  | 19.1 (66,4)                                  | 17.6 (63,7)                                  | 14.7 (58,5)                                  | 11.3 (52,3)                                  | 8.6 (47,5)                                   | 13,58 (56,44)                                |
| Media zilnică °C (°F)                                     | −2.3 (27,9)                                  | −0.4 (31,3)                                  | 2.6 (36,7)                                   | 5.8 (42,4)                                   | 9.9 (49,8)                                   | 13.5 (56,3)                                  | 13.9 (57)                                    | 13.3 (55,9)                                  | 11.7 (53,1)                                  | 7.4 (45,3)                                   | 2.0 (35,6)                                   | −1.6 (29,1)                                  | 6,32 (43,37)                                 |
| Minima medie °C (°F)                                      | −9.8 (14,4)                                  | −6.5 (20,3)                                  | −2.7 (27,1)                                  | 0.2 (32,4)                                   | 4.0 (39,2)                                   | 9.0 (48,2)                                   | 10.4 (50,7)                                  | 9.8 (49,6)                                   | 8.0 (46,4)                                   | 2.0 (35,6)                                   | −5.1 (22,8)                                  | −9.6 (14,7)                                  | 0,81 (33,46)                                 |
| Minima istorică °C (°F)                                   | −23.9 (−11.0)                                | −20.5 (−4.9)                                 | −17.5 (0,5)                                  | −8.5 (16,7)                                  | −5.4 (22,3)                                  | −0.5 (31,1)                                  | 2.8 (37)                                     | 1.8 (35,2)                                   | −3 (26,6)                                    | −8.9 (16)                                    | −15.3 (4,5)                                  | −27.4 (−17.3)                                | −23,9 (−11,0)                                |
| Precipitații mm (inches)                                  | 10.1 (0.398)                                 | 16.5 (0.65)                                  | 33.6 (1.323)                                 | 30.9 (1.217)                                 | 37.0 (1.457)                                 | 76.8 (3.024)                                 | 154.4 (6.079)                                | 146.7 (5.776)                                | 83.7 (3.295)                                 | 45.1 (1.776)                                 | 11.3 (0.445)                                 | 4.7 (0.185)                                  | 650,8 (25,622)                               |
| Umiditate [%]                                             | 59                                           | 61                                           | 64                                           | 66                                           | 66                                           | 72                                           | 78                                           | 79                                           | 77                                           | 71                                           | 63                                           | 58                                           | 67,8                                         |
| Nr. de zile cu precipitații (≥ 0.1 mm)                    | 4.2                                          | 6.6                                          | 9.3                                          | 11.1                                         | 11.5                                         | 17.9                                         | 23.2                                         | 23.1                                         | 19.3                                         | 10.1                                         | 4.0                                          | 2.1                                          | 142,4                                        |
| Sursa nr. 1: China Meteorological Data Service Center     |                                              |                                              |                                              |                                              |                                              |                                              |                                              |                                              |                                              |                                              |                                              |                                              |                                              |
| Sursa nr. 2: Weather China (precipitation days 1971–2000) |                                              |                                              |                                              |                                              |                                              |                                              |                                              |                                              |                                              |                                              |                                              |                                              |                                              |

## Parc național

Panoramă aeriană a Mănăstirii Gandan Sumtseling

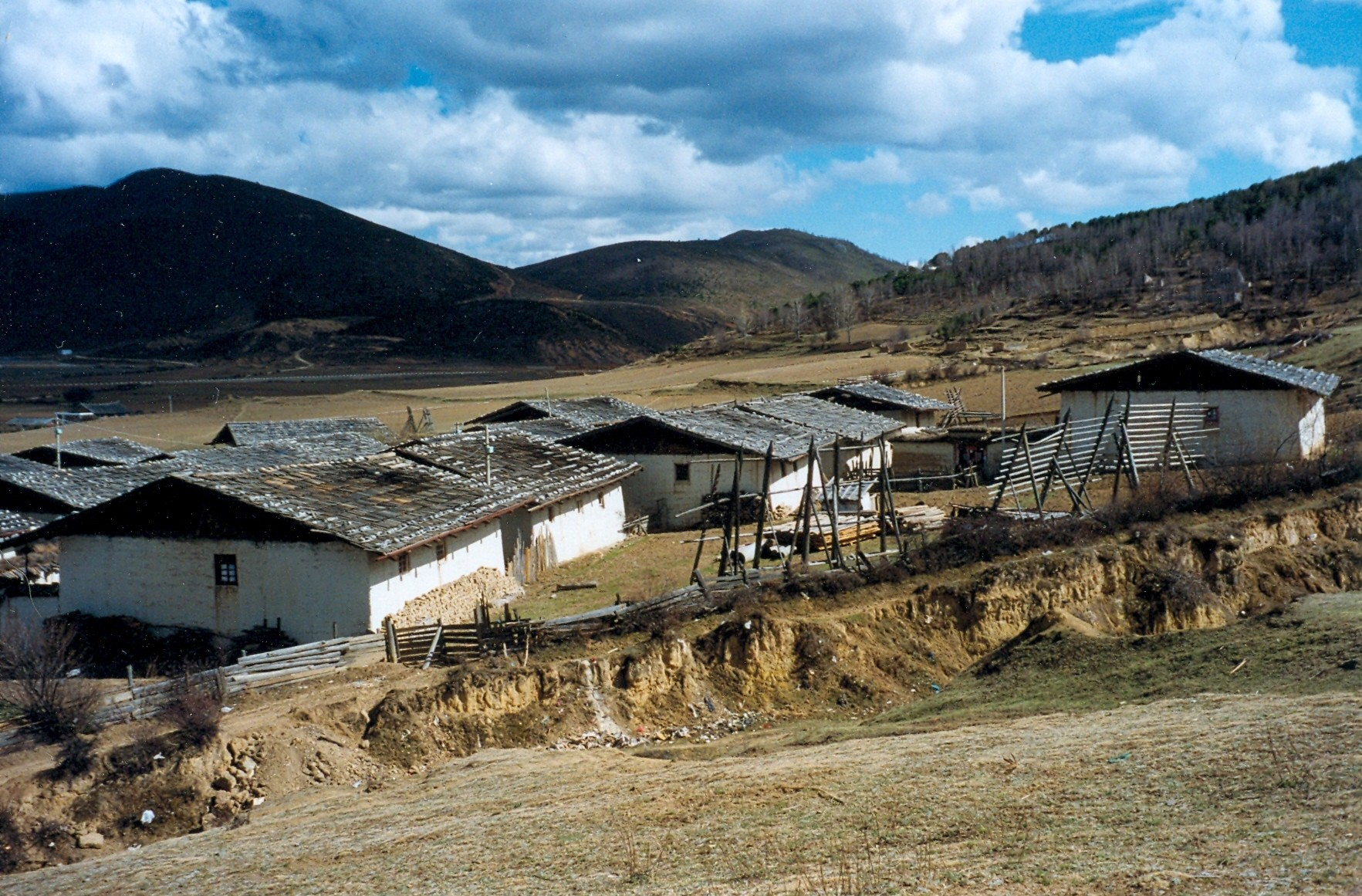
Case tibetane la marginea orașului Shangri-La

- Parcul Național Pudacuo, primul parc național din China care îndeplinește standardele UICN, face parte din zona protejată Cele trei râuri paralele ale provinciei Yunnan, aflată în patrimoniul mondial UNESCO.

## Transport
- Aeroportul orașului este aeroportul Diqing Shangri-La. Cu o suprafață de 225 hectare, el este unul dintre cele mai mari aeroporturi din nord-vestul provinciei Yunnan. De aici sunt operate zboruri către Kunming, Chengdu, Lhasa, Guangzhou și Shenzhen.
- Deoarece nu există o cale ferată disponibilă în Shangri-La, transportul cu autobuzul pe distanțe lungi este, de asemenea, un mod major pentru a ajunge în Shangri-La, pe lângă transportul aerian. Este nevoie de aproximativ 4 ore pentru a ajunge cu autobuzul din Lijiang în Shangri-La. Turiștii care închiriază o mașină pentru călătorie pot vizita, de asemenea, Defileul Săriturii Tigrului și primul cot al fluviului Yangtze.[4] Există o cale ferată în construcție între Shangri-La și Lijiang, care va fi finalizată în 2020.
- Mulți călători folosesc orașul cu rang de district ca o poartă de intrare în Tibet, călătorind multe zile cu jeep-ul către Lhasa sau cu un avion de pe aeroportul orașului. Cu toate acestea, orașul rămâne totuși o destinație turistică, în principal datorită mănăstirii Gandan Sumtseling din apropiere (Ganden Sumtsen Ling, în chineză: 松赞林寺 Sōngzànlín Sì ), a Parcului Național Pudacuo și a Defileului Săriturii Tigrului.
- Autostrada Națională Chineză 214

## Legături externe
- Site-ul oficial al orașului Shangri-La